# Pompeia (zuster van Pompeius Strabo)
Pompeia was een Romeinse vrouw van patricische afkomst in de 2e en 1e eeuw v.Chr.
Zij groeide op in een adellijke familie in de regio Picenum (het huidige Marche en Abruzzo) aan de Adriatische kust. Haar moeder heette Lucilla en haar familie was afkomstig uit Suessa Aurunca, het huidige Sessa Aurunca. Haar oom was de satiricus Gaius Lucilius, die bevriend was met de generaal Scipio Aemilianus Africanus. Haar grootvader van vaderskant was Gnaeus Pompeius en haar vader heette Sextus Pompeius. Pompeia had twee oudere broers, Sextus Pompeius en Gnaeus Pompeius Strabo, die de vader was van de triumvir Gnaeus Pompeius Magnus en zijn zuster Pompeia.
Pompeia trouwde met Marcus Atius Balbus, een senator van plebejische afkomst. Samen kregen ze in 105 v.Chr. een zoon; Marcus Atius Balbus. Hij trouwde met Julia Caesaris minor, de oudste zus van Julius Caesar. Zij kregen drie dochters en tot de kleinkinderen hoorde Gaius Octavius Thurinus, de latere keizer Augustus.